# Río Lac qui Parle
El río Lac qui Parle (en inglés: Lac qui Parle river, un nombre en francés que significa, «río del lago que habla») es un afluente del río Minnesota que discurre por el estado de Minnesota de Estados Unidos.

## Geografía
Su curso actual es de 190 km de largo. Uno de sus principales afluentes, el río West Branch Lac qui Parle (89 km de largo) fluye también por el estado de Dakota del Sur.
El río Lac qui Parle forma parte de la cuenca del río Misisipí, drenando un área de 2.994 km² en una región agrícola, de los que poco más de dos tercios están en Minnesota.
El nacimiento de este río se encuentra en el lago Hendricks, en el límite del condado de Lincoln en Minnesota y del condado de Brookings en Dakota del Sur. El río desciende rápidamente de las alturas de las Coteau de las Praderas, una meseta que separa el río Misuri y el río Misisipí, salvando 76 m en tan sólo 13 km.
El río desemboca en el lago qui Parle formado por una presa, antes de unirse al río Minnesota.

## Etimología
Su nombre, de origen francés, recuerda a los tramperos y otros cazadores franceses y canadienses que recorrían esta región del norte de la Luisiana francesa. El nombre es la traducción de una expresión lakota de los pueblos amerindios sioux.
- Datos: Q750184